# Александрова, Дарья Алексеевна
Дарья Алексеевна Александрова (23 мая 1988) — российская биатлонистка, призёр чемпионата России. Мастер спорта России.

## Биография
В разные годы карьеры представляла Москву (ДЮСШ № 43), Московскую область (ДЮСШ г. Химки) и Республику Мордовия (г. Саранск). В Мордовии тренировалась под руководством Л. П. Путятиной и Н. И. Неклюдова.
В 2011 году в составе команды Мордовии стала бронзовым призёром чемпионата России в командной гонке.